# Ricardo López (football)
Pour les articles homonymes, voir Ricardo López et López.
Ricardo López Felipe, né le 30 décembre 1971 à Madrid, est un footballeur international espagnol qui évolue au poste de gardien de but.

## Biographie
Il débute en équipe nationale le 14 novembre 2001 contre le Mexique et compte deux sélections.

## Palmarès
- Atlético de Madrid
  - Vainqueur de la Coupe d'Espagne : 1996
- Manchester United
  - Vainqueur du Championnat d'Angleterre : 2003